# Liste d'élections en 1794
Chronologie des élections
- 1790
- 1791
- 1792
- 1793
- 1794
- 1795
- 1796
- 1797
- 1798

Cet article recense les élections organisées durant l'année 1794.

## Élections nationales en 1794
| Date                            | État       | Élection ou référendum                    | Contexte | Résultat                                  |
| ------------------------------- | ---------- | ----------------------------------------- | -------- | ----------------------------------------- |
| 24 août 1794 - 5 septembre 1795 | États-Unis | Législatives (chambre (en) et sénat (en)) |          | Voir l'article Liste d'élections en 1795. |